# Birte Rosenkrantz
Birgitte "Birte" Rosenkrantz, gift von Plessen (8. januar 1723 i København – 8. juli 1763 samme sted) var en dansk adelsdame. Hun var datter af gehejmeråd Iver Rosenkrantz og Charlotte Amalie Skeel. Hun blev gift 10. november 1747 i Sæby Kirke til Frederik Christian von Plessen (1717-83). Hun var 1754 blevet dame de l'union parfaite.